# 18ns Premis Tony
La 18a edició anual dels Premis Tony va tenir lloc el 24 de maig de 1964 a l'New York Hilton de la ciutat de Nova York. La cerimònia va ser emesa per la cadena local de televisió WWOR-TV (Canal 9) a la ciutat de Nova York. El presentador va ser Sidney Blackmer i els mestres de cerimònies van ser Steve Lawrence i Robert Preston.

## Le cerimònia
Presentadors: George Abbott, Lauren Bacall, Anne Bancroft, Harry Belafonte, Constance Bennett, Georgia Brown, David Burns, Richard Burton, Mindy Carson, Peggy Cass, Barbara Cook, Sammy Davis Jr., Paul Ford, Robert Goulet, Arthur Hill, Robert Horton, Shirley Knight, Carol Lawrence, Hal March, Mercedes McCambridge, Roddy McDowall, Molly Picon, Lee Remick, Cyril Ritchard, Paul Scofield, Martha Scott, Zachary Scott, Rip Torn, Gwen Verdon.
La música va ser de Meyer Davis i la seva orquestra.

## Premis i nominats
Els guanyadors estan ressaltats en negreta.
| Millor obra | Millor musical |
| --- | --- |
| - Luther – John Osborne - The Ballad of the Sad Café – Edward Albee - Barefoot in the Park – Neil Simon - Dylan – Sidney Michaels                                                                      | - Hello, Dolly! - Funny Girl - High Spirits - She Loves Me |
| Millor Productor (Dramàtic) | Millor Productor (Musical) |
| - Herman Shumlin – The Deputy - Lewis M. Allen i Ben Edwards – The Ballad of the Sad Café - George W. George i Frank Granat – Dylan - Saint Subber – Barefoot in the Park                              | - David Merrick – Hello, Dolly! - City Center Light Opera Company – West Side Story - Harold Prince – She Loves Me - Ray Stark – Funny Girl |
| Millor llibret | Millor banda sonora |
| - Michael Stewart – Hello, Dolly! - Noël Coward i Harry Kurnitz – The Girl Who Came to Supper - Joe Masteroff – She Loves Me - Hugh Martin i Timothy Gray – High Spirits                               | - Hello, Dolly! – Jerry Herman (música i lletres) - High Spirits – Hugh Martin i Timothy Gray (música i lletres) - 110 in the Shade – Harvey Schmidt (música) i Tom Jones (lletres) - Funny Girl – Jule Styne (música) i Bob Merrill (lletres) |
| Millor actor protagonista en una obra | Millor actriu protagonista en una obra |
| - Alec Guinness – Dylan com Dylan Thomas - Richard Burton – Hamlet com Hamlet - Albert Finney – Luther com Martin - Jason Robards, Jr. – After the Fall com Quentin                                    | - Sandy Dennis – Any Wednesday com Ellen Gordon - Elizabeth Ashley – Barefoot in the Park com Corie Bratter - Colleen Dewhurst – The Ballad of the Sad Café com Amelia Evans - Julie Harris – Marathon '33 com June Havoc                      |
| Millor actor protagonista de musical | Millor actriu protagonista de musical |
| - Bert Lahr – Foxy com Foxy - Sydney Chaplin – Funny Girl com Nick Arnstein - Bob Fosse – Pal Joey com Joey Evans - Steve Lawrence – What Makes Sammy Run? com Sammy Glick                             | - Carol Channing – Hello, Dolly! com Dolly Gallagher Levi - Beatrice Lillie – High Spirits com Madame Arcati - Barbra Streisand – Funny Girl com Fanny Brice - Inga Swenson – 110 in the Shade com Lizzie Curry                                |
| Millor actor de repartiment en una obra | Millor actriu de repartiment en una obra |
| - Hume Cronyn – Hamlet com Polonius - Lee Allen – Marathon '33 com Patsy - Michael Dunn – The Ballad of the Sad Café com Cousin Lyman - Larry Gates – A Case of Libel com Boyd Bendix                  | - Barbara Loden – After the Fall com Maggie - Rosemary Murphy – Any Wednesday com Dorothy Cleves - Kate Reid – Dylan com Caitlin Thomas - Diana Sands – Blues for Mister Charlie com Juanita                                                   |
| Millor actor de repartiment de musical | Millor actriu de repartiment de musical |
| - Jack Cassidy – She Loves Me com Stephen Kodaly - Will Geer – 110 in the Shade com H. C. Curry - Danny Meehan – Funny Girl com Eddie Ryan - Charles Nelson Reilly – Hello, Dolly! com Cornelius Hackl | - Tessie O'Shea – The Girl Who Came to Supper com Ada Cockle - Julienne Marie – Foxy com Celia - Kay Medford – Funny Girl com Rose Brice - Louise Troy – High Spirits com Ruth Condomine                                                       |
| Millor direcció d'obra | Millor direcció de musical |
| - Mike Nichols – Barefoot in the Park - June Havoc – Marathon '33 - Alan Schneider – The Ballad of the Sad Café - Herman Shumlin – The Deputy                                                          | - Gower Champion – Hello, Dolly! - Joseph Anthony – 110 in the Shade - Noël Coward – High Spirits - Harold Prince – She Loves Me |
| Millor coreografia | Millor director musical |
| - Gower Champion – Hello, Dolly! - Danny Daniels – High Spirits - Carol Haney – Funny Girl - Herbert Ross – Anyone Can Whistle                                                                         | - Shepard Coleman – Hello, Dolly! - Lehman Engel – What Makes Sammy Run? - Charles Jaffe – West Side Story - Fred Werner – High Spirits |
| Millor escenografia | Millor vestuari |
| - Oliver Smith – Hello, Dolly! - Raoul Pene Du Bois – The Student Gypsy, or The Prince of Liederkranz - Ben Edwards – The Ballad of the Sad Café - David Hays – Marco Millions                         | - Freddy Wittop – Hello, Dolly! - Irene Sharaff – The Girl Who Came to Supper - Beni Montresor – Marco Millions - Rouben Ter-Arutunian – The Resistible Rise of Arturo Ui                                                                      |

## Premi especial
- Eva Le Gallienne, celebrant els 50 anys com a actriu, honorada per la seva tasca al National Repertory Theatre.

### Multiples nominacions i premis
Aquestes produccions van rebre diverses nominacions:
- 11 nominacions: Hello, Dolly!
- 8 nominacions: Funny Girl i High Spirits
- 6 nominacions: The Ballad of the Sad Café
- 5 nominacions: She Loves Me
- 4 nominacions: Barefoot in the Park, Dylan i 110 in the Shade
- 3 nominacions: The Girl Who Came to Supper i Marathon '33
- 2 nominacions: After the Fall, Any Wednesday, The Deputy, Foxy, Hamlet, Luther, Marco Millions, West Side Story i What Makes Sammy Run?

Les següents produccions van rebre diversos guardons
- 10 guardons: Hello, Dolly!